# Chilocardamum patagonicum
Chilocardamum patagonicum är en korsblommig växtart som först beskrevs av Carlos Luis Spegazzini, och fick sitt nu gällande namn av Otto Eugen Schulz. Chilocardamum patagonicum ingår i släktet Chilocardamum och familjen korsblommiga växter. Inga underarter finns listade i Catalogue of Life.